# Eichenzell
Eichenzell é um município da Alemanha, situado no distrito de Fulda, no estado de Hesse. Tem 55,96 km² de área, e sua população em 2019 foi estimada em 11.023 habitantes.